# Veikkausliiga 2015
La Veikkausliiga 2015 fue la octogésima quinta (85.ª) temporada de la Primera División de Finlandia. El torneo dio inicio el 12 de abril y finalizó el 24 de octubre de 2015.
El campeón defensor, el HJK, equipo que venía ganando la competencia durante seis temporadas de manera consecutiva, no logró retener el título. El SJK se hizo al final del campeonato con su primer título de campeón.

## Ascenso y descenso
| Pos. | Descendidos de la Veikkausliiga 2014 |
| ---- | ------------------------------------ |
| 8º   | MyPa *                               |
| 11º  | Honka *                              |
| 12º  | TPS                                  |

| Pos. | Ascendidos de la Ykkönen 2014 |
| ---- | ----------------------------- |
| 1º   | HIFK                          |
| 2º   | KTP                           |
| 3º   | Ilves                         |

- Debido a la mala situación económica de los clubes, al FC Honka Espoo y MyPa Anjalankoski se les negó la licencia para poder participar en primera división. Su lugar fue ocupado por el segundo y tercer lugar de la Ykkönen.

## Equipos participantes
| Club             | Ciudad      | Estadio                 | Capacidad |
| ---------------- | ----------- | ----------------------- | --------- |
| HJK              | Helsinki    | Estadio Sonera          | 10.770    |
| HIFK             | Helsinki    | Estadio Sonera          | 10.770    |
| Ilves            | Tampere     | Tammela Stadion         | 5.040     |
| Inter Turku      | Turku       | Veritas Stadion         | 10.000    |
| Jaro Pietarsaari | Pietarsaari | Jakobstads Centralplan  | 5.000     |
| KuPS             | Kuopio      | Savon Sanomat Areena    | 5.000     |
| KTP              | Kotka       | Arto Tolsa Areena       | 4.780     |
| Lahti            | Lahti       | Lahden Stadion          | 15.000    |
| IFK              | Mariehamn   | Wiklöf Holding Arena    | 4.000     |
| RoPS             | Rovaniemi   | Rovaniemen keskuskenttä | 4.000     |
| SJK              | Seinäjoki   | Seinäjoen keskuskenttä  | 5.000     |
| VPS              | Vaasa       | Hietalahti Stadium      | 4.600     |

## Formato de competencia
Está compuesta por 12 equipos que juegan con el formato de todos contra todos en tres rondas, a ida y vuelta. Al término del campeonato, cada club habrá disputado 33 partidos. Los seis mejores equipos de la temporada anterior disputan 17 jornadas como locales, el resto disputa 16 de las 33 jornadas de liga como locales.
Se juega bajo el reglamento FIFA con un sistema de puntuación de 3 puntos por victoria, 1 por empate y ninguno en caso de derrota.
El club con más puntos al término de la liga se proclamará campeón, y tiene derecho a disputar la Liga de Campeones de la UEFA, partiendo de la segunda fase de clasificación. El segundo jugará la UEFA Europa League desde la segunda ronda preliminar, al igual que el campeón de la Copa de Finlandia, mientras que el tercero también se clasifica y partirá de la primera ronda.
El último clasificado desciende directamente a la Ykkönen y es sustituido por el campeón de ésta, mientras que el equipo que termine en penúltimo lugar general jugara un partido de promoción contra el segundo lugar de la Ykkönen.

## Tabla de posiciones
| Pos. | Equipo           | Pts. | PJ | G  | E  | P  | GF | GC | Dif. | Clasificación 2016–17                 |
| ---- | ---------------- | ---- | -- | -- | -- | -- | -- | -- | ---- | ------------------------------------- |
| 1    | SJK (C)          | 60   | 33 | 18 | 6  | 9  | 50 | 22 | +28  | Segunda ronda de la Liga de Campeones |
| 2    | RoPS             | 59   | 33 | 17 | 8  | 8  | 44 | 29 | +15  | Primera ronda de la Liga Europea      |
| 3    | HJK              | 58   | 33 | 16 | 10 | 7  | 45 | 30 | +15  | Primera ronda de la Liga Europea      |
| 4    | Inter Turku      | 49   | 33 | 13 | 10 | 10 | 45 | 34 | +11  |                                       |
| 5    | Lahti            | 48   | 33 | 12 | 12 | 9  | 38 | 36 | +2   |                                       |
| 6    | IFK Mariehamn    | 45   | 33 | 11 | 12 | 10 | 30 | 36 | −6   | Primera ronda de la Liga Europea      |
| 7    | HIFK             | 43   | 33 | 10 | 13 | 10 | 42 | 42 | 0    |                                       |
| 8    | Ilves            | 40   | 33 | 11 | 7  | 15 | 29 | 48 | −19  |                                       |
| 9    | KuPS             | 38   | 33 | 9  | 11 | 13 | 32 | 40 | −8   |                                       |
| 10   | VPS              | 33   | 33 | 8  | 9  | 16 | 36 | 43 | −7   |                                       |
| 11   | KTP              | 32   | 33 | 7  | 11 | 15 | 27 | 44 | −17  | Play-off de descenso                  |
| 12   | Jaro Pietarsaari | 29   | 33 | 6  | 11 | 16 | 27 | 43 | −16  | Descenso a Ykkönen 2016               |

Actualizado a los partidos jugados el 25 de octubre de 2015.
 Fuente: Soccerway
Notas:
1. ↑  Tras ganar la Copa de Finlandia el IFK Mariehamn recibe un cupo para la primera ronda de la Liga Europea 2016-17.

## Tabla de resultados cruzados
| Local \ Visitante | HIF | HJK | ILV | INT | JAR | KTP | KUP | LAH | MAR | ROP | SJK | VPS |
| ----------------- | --- | --- | --- | --- | --- | --- | --- | --- | --- | --- | --- | --- |
| HIFK              | —   | 1–1 | 2–2 | 2–1 | 3–2 | 0–0 | 1–1 | 3–3 | 1–1 | 1–1 | 1–0 | 3–0 |
| HJK               | 1–1 | —   | 2–1 | 2–0 | 3–0 | 1–0 | 1–1 | 1–1 | 1–0 | 0–2 | 3–1 | 1–0 |
| Ilves             | 1–1 | 1–1 | —   | 1–0 | 1–0 | 0–0 | 1–0 | 2–1 | 1–3 | 0–1 | 0–0 | 1–3 |
| Inter Turku       | 3–1 | 3–0 | 3–1 | —   | 2–0 | 4–1 | 3–1 | 0–2 | 1–1 | 2–0 | 1–1 | 1–1 |
| Jaro Pietarsaari  | 0–2 | 1–1 | 3–1 | 0–0 | —   | 0–2 | 1–1 | 1–1 | 1–1 | 1–2 | 0–1 | 2–1 |
| KTP               | 1–2 | 1–1 | 1–2 | 4–1 | 1–0 | —   | 0–1 | 0–0 | 0–2 | 0–0 | 0–0 | 3–2 |
| KuPS              | 2–0 | 1–0 | 1–2 | 1–1 | 1–3 | 1–1 | —   | 0–3 | 0–0 | 3–0 | 1–1 | 1–0 |
| Lahti             | 2–0 | 0–0 | 3–1 | 1–1 | 1–1 | 1–1 | 1–0 | —   | 0–1 | 1–2 | 1–0 | 0–0 |
| IFK Mariehamn     | 1–1 | 0–2 | 2–0 | 0–2 | 4–3 | 2–1 | 1–1 | 0–2 | —   | 1–0 | 0–3 | 2–0 |
| RoPS              | 2–0 | 1–3 | 4–1 | 0–4 | 0–0 | 4–0 | 1–0 | 1–2 | 1–1 | —   | 2–0 | 1–0 |
| SJK               | 2–0 | 1–2 | 3–0 | 0–1 | 2–0 | 1–0 | 5–0 | 0–0 | 4–0 | 1–0 | —   | 2–0 |
| VPS               | 0–2 | 2–2 | 2–3 | 3–0 | 1–2 | 1–1 | 2–2 | 2–0 | 0–1 | 1–1 | 1–3 | —   |

| Local \ Visitante | HIF | HJK | ILV | INT | JAR | KTP | KUP | LAH | MAR | ROP | SJK | VPS |
| ----------------- | --- | --- | --- | --- | --- | --- | --- | --- | --- | --- | --- | --- |
| HIFK              | —   | —   | —   | 2–0 | 0–0 | —   | 1–3 | —   | —   | 1–1 | —   | 0–3 |
| HJK               | 1–1 | —   | —   | 0–2 | 4–0 | 2–1 | —   | 1–0 | 4–0 | —   | —   | —   |
| Ilves             | 1–3 | 1–0 | —   | —   | —   | 2–0 | —   | 1–2 | —   | 1–0 | —   | —   |
| Inter Turku       | —   | —   | 1–2 | —   | 1–0 | 3–0 | —   | —   | 1–1 | —   | 0–2 | —   |
| Jaro Pietarsaari  | —   | —   | 3–0 | —   | —   | 0–0 | —   | 1–1 | 0–0 | 0–1 | 1–0 | —   |
| KTP               | 1–0 | —   | —   | —   | —   | —   | 3–1 | —   | —   | 0–4 | 1–3 | 0–0 |
| KuPS              | —   | 0–1 | —   | 1–1 | 2–0 | —   | —   | 1–0 | —   | —   | —   | 0–0 |
| Lahti             | 0–5 | —   | —   | 3–1 | —   | 3–2 | —   | —   | 0–0 | 1–4 | 1–0 | —   |
| IFK Mariehamn     | 1–0 | —   | 0–0 | —   | —   | 0–1 | 2–3 | —   | —   | 1–0 | 1–1 | —   |
| RoPS              | —   | 2–1 | 0–0 | 1–1 | —   | —   | 2–1 | —   | —   | —   | —   | 2–1 |
| SJK               | 4–1 | 3–0 | 2–1 | —   | —   | —   | 1–0 | —   | —   | 0–1 | —   | 3–2 |
| VPS               | —   | 1–2 | 1–0 | 0–0 | 2–1 | —   | —   | 3–1 | 1–0 | —   | —   | —   |

## Promoción de descenso
Lo disputarán el undécimo clasificado ante el segundo clasificado de la Ykkönen 2015.
| Equipo 1 | Agr. | Equipo 2 | Ida | Vuelta |
| -------- | ---- | -------- | --- | ------ |
| PK-35    | 3–2  | KTP      | 0–0 | 3–2    |

## Goleadores
| Pos. | Jugador         | Club          | Goles |
| ---- | --------------- | ------------- | ----- |
| 1    | Aleksandr Kokko | RoPS          | 17    |
| 2    | Juho Mäkelä     | VPS           | 16    |
| 3    | Akseli Pelvas   | SJK           | 14    |
| 4    | Matheus Alves   | Lahti         | 12    |
| 5    | Mika Lahtinen   | Ilves         | 10    |
| 6    | Pekka Sihvola   | HIFK          | 9     |
| 7    | Erfan Zeneli    | HJK           | 8     |
| 7    | Atomu Tanaka    | HJK           | 8     |
| 7    | Demba Savage    | HJK           | 8     |
| 7    | Dever Orgill    | IFK Mariehamn | 8     |